# Desmodium varians
Desmodium varians là một loài thực vật có hoa trong họ Đậu. Loài này được (Labill.) G.Don miêu tả khoa học đầu tiên.